# Ecaterina Cernat
Ecaterina Cernat (* 7. Januar 2001) ist eine moldauische Leichtathletin, die im Mittel- und Langstreckenlauf an den Start geht.

## Sportliche Laufbahn
Erste internationale Erfahrungen sammelte Ecaterina Cernat im Jahr 2020, als sie bei den Balkan-Meisterschaften in Cluj-Napoca in 10:26,45 min den sechsten Platz im 3000-Meter-Lauf belegte. Im Jahr darauf erreichte sie bei den Balkan-Meisterschaften in Smederevo in 10:45,36 min Rang vier. Bei den Crosslauf-Europameisterschaften 2024 in Antalya landete sie nach 29:46 min auf dem 77. Platz im Einzelbewerb und bei den Straßenlauf-Europameisterschaften 2025 in Löwen wurde sie in 1:19:09 h 34. im Halbmarathon. Ende Juni wurde sie bei der 3. Liga der Team-Europameisterschaft in Maribor in 17:42,85 min Dritte über 5000 Meter hinter der Luxemburgerin Kimberly Chinfatt und Andrea Kolbeinsdóttir aus Island. Anschließend gelangte sie bei den World University Games in Bochum nach 1:17:21 h auf den 16. Platz im Halbmarathon.
In den Jahren 2020 und 2021 wurde Cernat moldauische Meisterin im 3000-Meter-Lauf sowie 2020 auch über 1500 m. Zudem wurde sie 2020 und 2021 Hallenmeisterin über 3000 m.

## Persönliche Bestleistungen
- 1500 Meter: 4:44,93 min, 25. August 2020 in Chișinău
  - 1500 Meter (Halle): 4:43,21 min, 18. Februar 2023 in Chișinău
- 3000 Meter: 10:26,45 min, 19. September 2020 in Cluj-Napoca
  - 3000 Meter (Halle): 10:16,51 min, 17. Februar 2024 in Chișinău
- 5000 Meter: 17:42,85 min, 25. Juni 2025 in Maribor
- Halbmarathon: 1:17:21 h, 26. Juli 2025 in Bochum